# Dezinfectare
Dezinfectarea sau dezinfecția este procesul care are ca rezultat eliminarea de pe o suprafață sau un obiect a majorității microbilor și microorganismelor, fie animale, fie vegetale, dăunătoare.   Termenul de dezinfectare este folosit în medicină, referindu-se la acțiunea medicului de a elimina sau previne, temporar sau nu, microbii aflați fie pe pielea, fie într-o rană deschisă a pacientului, folosind o substanță dezinfectantă, de obicei alcool medicinal.
Din punct vedere tehnic dezinfecția se deosebește de sterilizare unde materialul este complet eliberat de microorganisme. Dezinfecția reduce numărul germenilor la un factor de cca 105 iar este o deosebire între „a dezinfecta igienic mâinle” sau „dezinfecția mâinilor înaintea unei operații chirurgicale”.

## Metode de dezinfectare

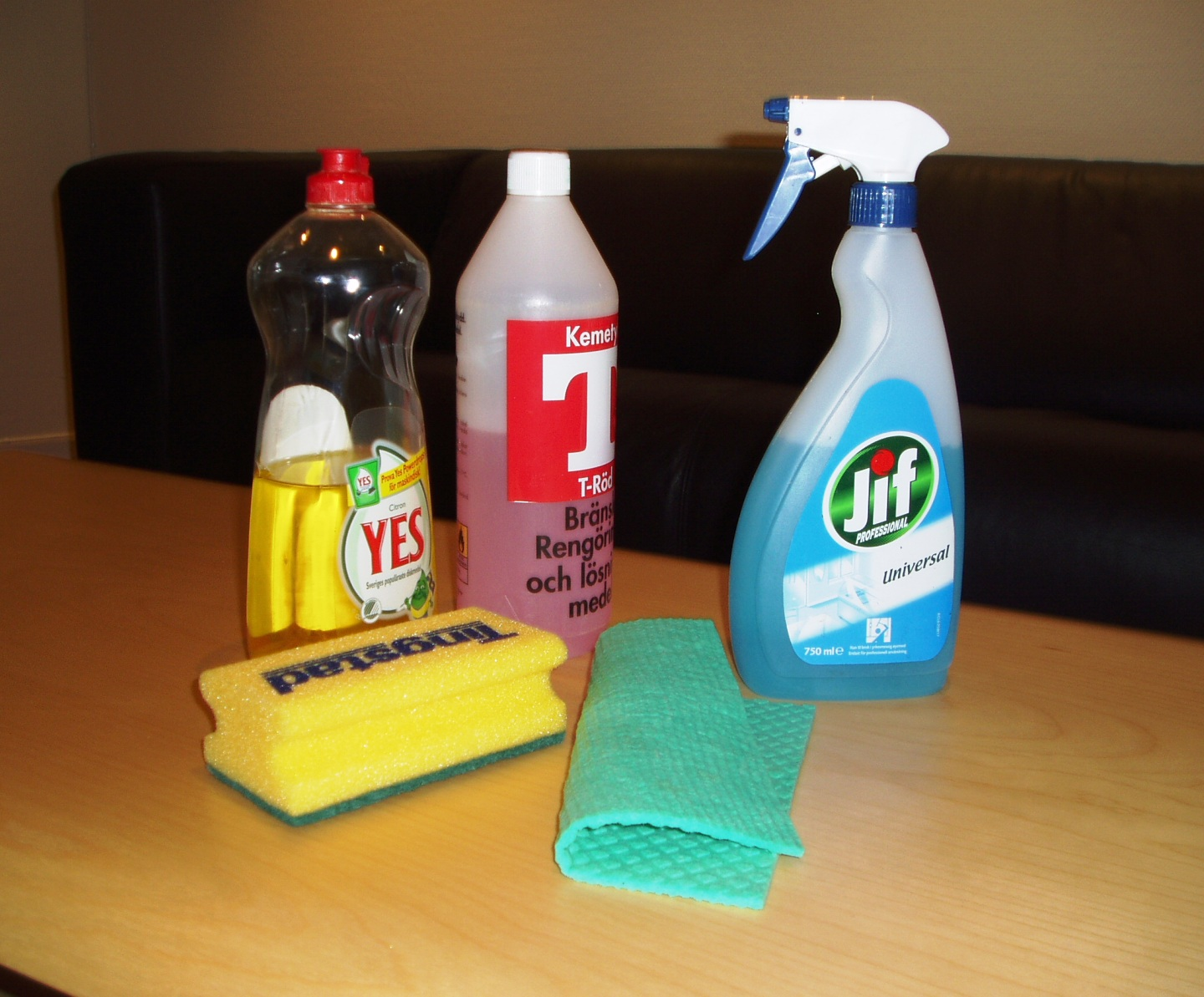
Produse pentru curățat folosite în gospodărie. De la stânga la dreapta:
în prin plan - burete, ștergător
în spate - produs pentru curățarea tacâmurilor, vaselor și instrumentelor de gătit; produs pentru igienizarea mobilierului; produs pentru curățarea ferestrelor.

Dezinfectarea se realizează de obicei folosind substanțe dezinfectante, deși există și alte metode:
- expunerea la ultraviolete
- expunerea materialului infestat la temperaturi ridicate, la care microbii nu rezistă

În gospodărie se folosesc și alte metode de dezinfectare.

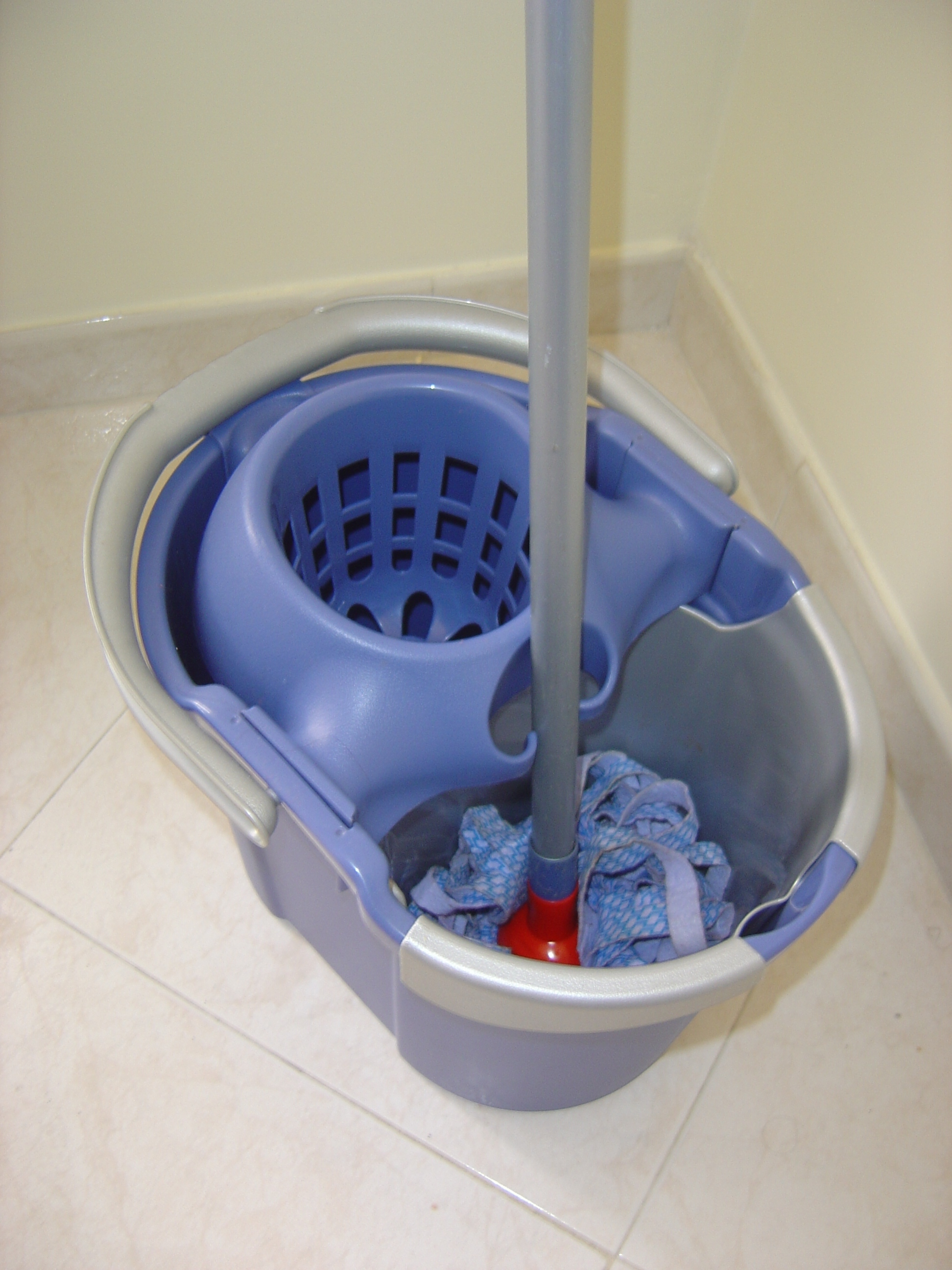
Mop, folosit pentru curățarea podelelor

Microbii din perdele pot fi înlăturați prin aspirare, folosind un aspirator. Pentru igiena personală, cel mai la îndemână dezinfectant este săpunul, ce se găsește în magazine în mai multe forme, culori și cu mai multe arome. Pentru igiena mâinilor sau igiena intimă feminină există șervețelele umede, îmbibate cu substanțe dezinfectate dar și cu substanțe aromate. Se aplică ușor asupra zonei, după care se aruncă.
Ferestrele se curăță, de obicei, cu spray-uri dezinfectante care nu doar curăță, ci și dă luciu ferestrei. Covoarele se pot curăța cu produse speciale, dar se poate folosi și oțet; acesta dezinfectează dar și împrospătează culorile. Podelele se curăță ușor cu un mop, îmbibat cu substanțe dezinfectante.
Autoturismele se dezinfectează cu spray-uri dezinfectante; zonele pe care se aplică cel mai des sunt jențile autoturismelor. În timpul epidemiei de gripă aviară, automobilele care intrau sau ieșeau din satele în care s-au găsit focare erau dezinfectate cu o substanță dezinfectantă specială, punându-se accent pe jențile autoturismelor.

### Expunerea la ultraviolete
Presupune introducerea materialelor ce se doresc a fi dezinfectate sub un fascicol luminos generat de o lampa specială. Aceasta metodă de dezinfectie este larg răspândită in centrele de infrumusețare, frizerii etc. Are avantajul că dezinfecția se poate realiza relativ rapid, pot fi dezinfectate instrumente sensibile de temperatură sau diverse substanțe chimice si are un spectru larg de actiune (bacterii, viruși, fungi). Totuși nu este o metodă adecvată instrumentarului medical invaziv.

### Expunerea la temperaturi ridicate
Cel mai uzual presupune introducerea materialelor în autoclave speciale în care temperatura este ridicată până la nivelul dorit (peste 100c). Ridicarea temperaturii se poate face prin presiune, lucru care crește considerabil gradul de dezinfectare pana la nivelul sterilizarii sau prin introducerea unor substanțe speciale care ridica punctul de fierbere pentru apă, așa cum este carbonatul de sodiu (pentru lenjerii si elemente textile). In funcție de nivelul de dezinfectare dorit (nivel inalt, nivel intermediar sau scăzut) temperatura de lucru și timpul de expunere joacă un rol primordial.Această metodă este larg răspândită in mediul spitalicesc si clinicile medicale pentru dezinfectarea instrumentarului medical, dezinfectarea lenjeriilor si pijamalelor pacienților etc. Totuși nu este o metoda adecvată pentru suprafețe si aparatură medicală electronică.

### Nebulizarea ULV
Este o metodă larg răspândită in zilele noastre datorită faptului că prezintă o serie de avantaje. Această metodă presupune utilizarea unui generator ULV care va produce aerosoli de dezinfectant care vor umple camera si se vor aseza natural pe toate suprafețele din încăperea tratată. Dezinfectează atât suprafețele cât si aeromicroflora, este rapidă și are o eficiență crescută datorită acoperirii totale. Se pot utiliza dezinfectanți de nivel înalt în procesul de nebulizare ceea ce conferă un rezultat foarte bun în acțiunile de dezinfecție acoperind o paletă foarte largă de viruși și bacterii periculoase. Se poate utiliza și in prezența aparaturii electronice în încaperile dezinfectate. Asigura o dezinfecție cu o acoperire totală (tavan, mobilier, aparatura, pereți). Totuși această metoda nu este adecvată instrumentarului medical invaziv și necesită un timp de repaos după. 

## Dezinfectantele
Dezinfectantele sunt substanțe antimicrobiane care fie distrug toate microorganismele dăunătoare de pe un material, fie le aduc la un nivel sigur. Foarte puține dezinfectante sunt capabile să sterilizeze materialul pe care sunt aplicate, dar acest lucru depinde și de modul cum sunt aplicate dezinfectantele.

### Proprietățile dezinfectantului
Dezinfectantul perfect ar trebui să sterilizeze perfect materialul pe care este aplicat, fără a provoca daune organismului infestat sau mediului, să fie ieftin și non-coroziv. Din păcate, dezinfectantul ideal încă nu există, acestea putând fi prin natura lor chiar mortale.
Dezinfectantele fabricate pentru folosință în gospodărie au de obicei o substanță în plus: bitrexul, o substanță amară care să descurajeze pe cei care încearcă să ingereze dezinfectantul.

### Clasificare
| Dezinfectant                            | Bacterii                              | Spori         | Fungi       | Virusuri             | Utilizare                                                                       |
| --------------------------------------- | ------------------------------------- | ------------- | ----------- | -------------------- | ------------------------------------------------------------------------------- |
| Oxidanți                                |                                       |               |             |                      |                                                                                 |
| Acid peracetic                          | bactericid                            | sporocid      | fungicid    | virulicid            | Suprafețe, Instrumente                                                          |
| Peroxid de hidrogen (apă oxigenată)     | bactericid                            | lent sporocid | fungicid    | virulicid            | Suprafețe, Instrumente, Apă, Piele, mucoase                                     |
| Hipoclorit de sodiu                     | bactericid                            | sporocid      | fungicid    | virulicid            | Suprafețe, Instrumente, Apă                                                     |
| Clor, Dioxid de clor; Ozon              | bactericid                            | lent sporocid | fungicid    | virulicid            | Apă Arhivat în 13 martie 2008, la Wayback Machine., Instrumente; Ozon: Camioane |
| Cloramină T                             | bactericid                            | sporocid      | fungicid    | virulicid            | Suprafețe, Apă, Instrumente, Piele, Mucoasă                                     |
| Iod                                     | bactericid                            | lent sporocid | fungicid    | virulicid            | Piele, Mucoasă                                                                  |
| Alte dezinfectante                      |                                       |               |             |                      |                                                                                 |
| Aldehide                                | bactericid                            | sporocid      | fungicid    | virulicid            | Suprafețe, Instrumente                                                          |
| Oxid de etilenă                         | bactericid                            | n-are efect   | fungicid    | virulicid            | Suprafețe, Instrumente, , Medicamente, Alimente termostabile                    |
| Alcooli                                 | bactericid                            | n-are efect   | fungicid    | in parte virulicid   | Piele, Mucoasă, Suprafețe, Instrumente                                          |
| Fenoli                                  | bactericid / bacteriostatic           | n-are efect   | fungicid    | virulicid (variabil) | Piele, Mucoasă, Suprafețe, Instrumente                                          |
| Substanțe cu azot (ex.Amoniu cuaternar) | bactericid (limitat la gram-negativi) | n-are efect   | fungistatic | virulicid            | Piele, Mucoasă                                                                  |
| Detergenți                              | bactericid (variabil)                 | n-are efect   | fungistatic | n-are efect          | Piele, Mucoasă                                                                  |
| Clorhexidină                            | bacteriostatic                        | n-are efect   | fungistatic | virostatic           | Piele, Mucoasă                                                                  |